# (2341) Aoluta
(2341) Aoluta (1976 YU1) – planetoida z pasa głównego asteroid okrążająca Słońce w ciągu 3,29 lat w średniej odległości 2,21 au. Odkryta 16 grudnia 1976 roku.